# 青木孝頼
青木 孝頼（あおき たかより、1924年 - ）は、日本の文部官僚・教育学者。筑波大学教授等を歴任。1995年勲三等瑞宝章受章。

## 略歴
1948年東京文理科大学心理学科卒業。東京教育大学助手、文部省初等中等局教科書調査官、同主任視学官、筑波大学教授、1988年定年退官、埼玉短期大学教授。1958年道徳教科の創設以来その充実に努めた。1995年、勲三等瑞宝章受章。

## 著書
- 『小学校教育課程講座 特別活動』ぎょうせい 1977
- 『道徳・特別活動の特質と指導』明治図書出版 1985
- 『道徳でこころを育てる先生』日本図書文化協会 1988
- 『特別活動指導の基本構想』文溪堂 2002

### 共編著
- 『Ｃ式知能檢査手引 中学校用』小保内虎夫,友田不二男,岡本奎六共著 世界社 1949
- 『学級会・学級活動と道徳の時間』相馬孝之共編 新光閣書店 特別教育活動問題双書 1960
- 『クラブ活動と部活動』相馬孝之共編 新光閣書店 特別教育活動問題双書 1960
- 『小学校学校行事等指導細案』石崎庸,木川達爾共編 新光閣書店 1960
- 『道徳指導の方法 小／中学校編』鈴木清,深川恒喜共編 日本文化科学社 1961
- 『小学校学級会活動』相馬孝之共編 新光閣書店 1962
- 『小学校学級会指導細案』第1-3 相馬孝之共編 特活を語る会著 新光閣書店 1964
- 『小学校クラブ活動』石崎庸共編 新光閣書店 1965
- 『道徳教育の全体計画とその指導』新潟県燕市立燕西小学校共著 新光閣書店 1965
- 『道徳教育事典』宇留田敬一、宮田丈夫、澤田慶輔共編 第一法規出版 1965
- 『小学校児童会活動』岡本孝司共編著 新光閣書店 1966
- 『道徳価値の一般化』編著 明治図書出版 道徳指導シリーズ 1966
- 『道徳授業過程の分析と展開』埼玉県狭山市立入間川小学校共著 新光閣書店 1966
- 『学校における交通安全指導』井上治郎共編著 明治図書出版 1967
- 『質的改善をめざす道徳指導の実際』斎藤武次郎共編 文教書院 1967
- 『小学校学校行事等の計画と実際』城南小学校共著 文教書院 1967
- 『小学校道徳価値の研究』全14巻 編 明治図書出版 1967
- 『人物による道徳の授業研究』井沢純共編著 東洋館出版社 1968
- 『導入・展開・終末』編 明治図書出版 道徳指導シリーズ　1968
- 『講座道徳教育の本質と展開』井上治郎、古島稔ほか共編 酒井書店 1969
- 『小学校特別活動事典』共編著 第一法規出版 1969
- 『道徳授業の改善 実践事例による 新指導要領に即して』永保秋光共編 新光閣書店 1969
- 『話し合い活動の指導と助言 学級会活動を育てるために』相馬孝之共編 新光閣書店 1969
- 『新しい児童活動 計画と指導の実際』岡本孝司,相馬孝之共編 新光閣書店 1970
- 『学級指導と学級経営 第1～6学年』加藤隆勝共編 明治図書出版 1970
- 『講座授業としての特別活動』編 明治図書出版 1970
- 『学級指導事典』共編 第一法規出版 1971
- 『新しい通信簿様式 考え方と事例』編 第一法規出版 1972
- 『講座創造的道徳指導』編著 明治図書出版 1972
- 『望ましい通信簿のくふうと事例』編著 明治図書出版 1972
- 『学級指導の指導過程』編 明治図書出版 1973
- 『効果的な学校行事の展開』秋田県大曲小学校共著 新光閣書店 1973
- 『小学校学級指導20分授業のすすめ方』編著 日本文化科学社 1973
- 『小学校道徳の自作資料集 1』井沢純共編 明治図書 1974
- 『児童活動事典』鈴木清,相馬孝之共編 国土社 1974
- 『道徳研究授業細案』編 明治図書出版 新学習指導要領の研究授業シリーズ　1974
- 『道徳資料における基本発問』編 明治図書出版 道徳指導シリーズ 1974
- 『小学校学級指導指導資料集』編 日本文化科学社 1975
- 『学年・学期初めの学級会活動』編 明治図書出版 特別活動実践双書　1976
- 『新児童・生徒指導事例集』堀久共編 第一法規出版 1976
- 『学級会の望ましい議題 学校行事の追求から』編 明治図書出版 特別活動実践双書　1977
- 『小学校教育課程講座 道徳』井沢純共著 ぎょうせい 1977
- 『小学校「ゆとりの時間」の計画と実践』編 明治図書出版 1977
- 『学校行事に生かす「ゆとりの時間」』編 明治図書出版 特別活動実践双書　1978
- 『小学校特別活動 新学習指導要領の指導事例集』編 明治図書出版 1978
- 『新教育過程による小学校特別活動』共編 教育出版 1978
- 『新教育課程による小学校1～6年生の学級指導 指導細案と資料』相馬孝之ほか共編 教育出版 1979
- 『道徳資料の活用類型』編著 明治図書出版 道徳指導双書 1979
- 『小学校特別活動指導細案』編 明治図書出版 新学習指導要領の授業展開　1980
- 『小学校道徳指導細案』瀬戸真共編 明治図書出版 新学習指導要領の授業展開シリーズ　1980
- 『特別活動基本課題の実践的解明』相馬孝之共編 明治図書出版 特別活動研究双書 1980
- 『道徳授業の指導過程と基本発問』編著 明治図書出版 道徳指導双書 1980
- 『1～6年道徳・特別活動』瀬戸真共編 第一法規出版 小学校新教育課程実践指導事例集　1980
- 『学級指導基本資料活用細案』瀬戸真共編 明治図書出版 新学習指導要領の授業展開シリーズ　1981
- 『学級指導の指導過程と展開』編 明治図書出版 1981
- 『小学校新しい通信簿の工夫 新指導要録にもとづく事例集』編 明治図書出版 1981
- 『新小学校特別活動事典』相川高雄共編 第一法規出版 1981
- 『学級会話合い活動の改善』編著 明治図書出版 特別活動改善シリーズ 1982
- 『学級経営の工夫と「学級の時間」 小学校1年』共編著 東洋館出版社 1982
- 『新学級指導事典』堀久、宮田丈夫、小林達夫共編 第一法規出版 1982
- 『創意を生かす児童活動』全3巻　岡本孝司共編 教育出版 1982-83
- 『「特別活動」「行動及び性格」の評価と指導』共編 明治図書出版 1982
- 『道徳授業の改善』編著 明治図書出版 1982 道徳授業技術双書
- 『価値の一般化の発問』編著 明治図書出版 1983 道徳授業技術双書
- 『学級経営に生かす学級指導・生徒指導』成田国英共編 明治図書出版 1983 学級経営実践双書
- 『小学校生徒指導の実践研究』共編 明治図書出版 1983
- 『創意の時間活用事典』共編 第一法規出版 1983
- 『一問一答生徒指導実務ハンドブック』堀久共編 日本図書文化協会 1984
- 『学級指導の改善』編著 明治図書出版 1984 特別活動改善シリーズ
- 『小学校特別活動指導法研究』成田国英共編 明治図書出版 1984.8-9
- 『道徳授業の基本発問』瀬戸真共編 明治図書出版 1984 道徳授業技術双書
- 『道徳の指導と改善 実践力を高める指導と評価』編著 日本図書文化協会 1985
- 『小学生の問題行動』全4巻　共編 明治図書出版 1986
- 『小学校特別活動ライブラリー』全18巻 共編 ぎょうせい 1985-86
- 『体罰を考える』真仁田昭共編 日本図書文化協会 1986
- 『小学校生徒指導実践双書』編 第一法規出版 1987
- 『中学校生徒指導実践双書』編 第一法規出版 1987
- 『授業に生かす価値観の類型』編著 明治図書出版 1990 道徳授業技術双書
- 『道徳授業に生きる基本発問』編著 明治図書出版 1991 道徳授業技術双書

## 論文
- 「偉人の知能指数」 『児童心理』 第9巻 5号 1952
- 「入学試験の問題 III 大学入試の実態」 『心理学講座 5. 学習心理』 中山書店 1954
- 「入学試験 (1) 大学」 『現代教育心理学大系 2. 人間発達の基礎的理解』 中山書店 1958
- 「面接法」 『現代教育心理学大系 9. 測定・評価 (理論編)』 中山書店 1958